# Philip-Lorca diCorcia
Philip-Lorca DiCorcia, nascut el 1951 i d'arrels italianes, és un fotògraf americà. Va estudiar a l'Escola del Museu de Belles Arts de Boston, graduant-se el 1975, i, després, va entrar a la Universitat Yale, on va treure's el títol de Mestre de Belles Arts en Fotografia el 1979. Avui en dia, diCorcia viu i treballa a Nova York i ensenya a la Universitat Yale de New Haven, a Connecticut.

## Obra
Les fotografies de DiCorcia s'alternen; algunes son més informals, esontànies, i d'altres son composicions completament escenificades que esdevenen icòniques i que sovint prenen un toc de teatralitat barroca.
En aquestes últimes, amb cura excepcional, el fotògraf agafa els esdeveniments del dia a dia i els tracta amb un reialme de banalitat, intentant inspirar en aquells que miren cada fotografia la consciència i realització de la psicologia i l'emoció continguda en les situacions de la vida real. Aquesta porció de la seva obra podria ser descrita com a fotografia documental barrejada amb el mon de ficció del cinema i la publicitat, que lliga realitat, fantasia i desig.
A finals dels 70s, als inicis de la seva carrera, diCorcia sovint situava els seus amics i familiars en escenaris d'interior i els feia fotografies. Aquestes feien creure a l'espectador que eren espontànies, quan la veritat era que havien estat completament escenificades i planejades. La feina que va fer en aquest periode és associada amb l'Escola de fotografia de Boston.
Més tard, començaria a fotografiar persones en espais urbans d'arreu del món. A Berlín, Calcutta, Hollywood, Nova York, Roma i Tòquio, amagava llums al paviment, les quals il·luminaven els subjectes d'una manera especial, sovint aïllant-los dels vianants que circulaven al seu voltant.
Les seves fotografies agafarien llavors un dramatisme accentuat pels passejants i les seves postures accidentals, moviments no intencionats i expressions facials insignificants. I, quan el subjecte principal sembla estar completament aïllat del món que l'envolta, diCorcia sol utilitzar el nom de la ciutat com a títol de la fotografia, eliminant el sentit d'individualitat dels subjectes i tonrant-los a l'anonimat de la ciutat .
Les seves fotografies tenen sempre un punt d'humor negre, i han estat descrites com "Rorschachesques", fent referència al test psicològic de Roschach, ja que poden tenir una interpretació diferent depenent del context, l'edat i els sentiments de l'espectador. En ser planejades, diCorcia sovint hi inclou denuncies al màrqueting de la realitat, a la mercantilització d'identitat, art, i moralitat.
El 1989, finançat per una beca de 45,000$ dels National Endowment for the Arts, DiCorcia va començar el projecte “Hustlers”. Va fer cinc viatges a Los Angeles per fotografiar treballadors sexuals masculins de Hollywood. Per fer-ho, va utilitzar una Linhof 6-per-9, en un principi fotografiant els subjectes només dins habitacions de motel. Més tard va moure el seu projecte als carrers. El 1993 el Museu d'Art Modern va exhibir 25 de les fotografies sota el títol “Strangers,” cadascuna d'elles titulades amb el nom de l'home que hi apareixia, el seu poble/ciutat d'origen, la seva edat, i la quantitat de diners que cobrava.
El 1999, DiCorcia va col·locar la seva càmera damunt un trípode al centre de Times Square, va col·locar llums de neó a l'altre costat de la plaça i va fotografiar els vianants que hi passaven per sota. El resultat d'aquest experiment va ser la publicació de dos llibres; Streetwork (1998) que mostrava un angle de visió més ample, amb visibilitat del cos sencer dels subjectes, i Heads (2001), el qual mostrava, com indica el nom, només els rostres dels subjectes.
Entre 1997 i 2008, arran d'una col·laboració amb Dennis Freedman, DiCorcia va produir una sèrie de fotografies de moda, originalment publicades a la revista "W", que narraven històries a llocs com Havana, Caire i Nova York.
DiCorcia també ha buscat la teatralitat en persones que viuen vides on el dramatisme hi forma part, com en la seva sèrie recent, en què fotografia ballarins de barra. Cadascuna de les seves sèries; Hustlers, Streetwork, Heads, A Storybook Life, i Lucky Thirteen, podrien considerar-se exploracions progressives dels camps formals i conseptuals d'interès de diCorcia.

## Publicacions
- Heads. Göttingen: Steidl, 2001. ISBN 3882434414. Luc Sante i diCorcia.
- Philip-Lorca diCorcia. Nova York: Museu d'Art Modern, 2003. Peter Galassi i diCorcia.
- A Storybook Life. Santa Fe, NM: Twin Palms, 2003.
- Philip-Lorca diCorcia. Steidl/Institut d'Art Contemporani, Boston, 2007 Bennett Simpson (autor), Jill Medvedow (autor del pròleg), Lynne Tillman (col·laborador), diCorcia (fotògraf).
- Hustlers. Gottingen: Steidl. 2013. diCorcia.

## Exposicions

### Exposicions en solitari
- 1993: Museum of Modern Art, New York, NY.[13]
- 1994: Centre national de la photographie, Paris.[14]
- 1997: Museo Nacional Centro de Arte Reina Sofía, Madrid.[15]
- 2000: Museu Sprengel, Hannover.[4][16]
- 2000: Art Space Ginza, Tokyo.[17]
- 2003: Whitechapel Art Gallery, London.[18]
- 2009: Thousand, David Zwirner Gallery, New York. Mil reproduccions en escala real de Polaroids de diCorcia.[1]
- 2014: The Hepworth Wakefield, England. La seva primera retrospectiva al Regne Unit.
- 2015: Roid, Sprüth Magers, London, 2011. Sèrie de Polaroids de diCorcia.[19][20]

### Exposicions en grup
- Pleasures and Terrors of Domestic Comfort exposició en tour organitzada pel Museum of Modern Art, 1991.
- 1997 Whitney Biennial, Whitney Museum of American Art
- Cruel and Tender, Tate Modern, London, 2003.
- Fashioning Fiction in Photography Since 1990, Museum of Modern Art, New York, 2004.
- Carnegie Museum of Art’s 54th Carnegie International exhibition, Pittsburgh, Pennsylvania.[4]

## Col·leccions
L'obra de DiCorcia es pot trobar a les següents col·leccions públiques:
- Bibliothèque Nationale, Paris.
- Centre Georges Pompidou, Paris.[21]
- Museum Folkwang, Essen.
- Museum of Modern Art, New York.[22]
- Solomon R. Guggenheim Museum, New York.
- Victoria & Albert Museum, London.[23]
- Whitney Museum of American Art, New York.[24]
- San Francisco Museum of Modern Art[25]
- Metropolitan Museum of Art, New York

## Premis
- 1987: John Simon Guggenheim Memorial Foundation Fellowship.[26]
- 1998: Alfred Eisenstaedt Award, Life Magazine, Style Essay.
- 2001: Infinity Award for Applied Photography, International Center of Photography.
- 2013: III International Photography Award Alcobendas, Spain.

## Demandes
El 2006, un tribunal de Nova York va emetre la sentència d'un cas que implicava les fotografies de DiCorcia. Un dels subjectes que havia fotografiat l'artista per la ciutat era un jueu ortodox que va denunciar al fotògraf per haver exposat la imatge on hi apareixia ell sense el seu permís. Argumentava que la seva intimitat i els seus drets religiosos havien estat violats al fer-li la fotografia i al publicar-la. Al final, el jutge va tombar la denúncia, considerant que la fotografia, presa al carrer, era art - no comerç - i que per això estava protegida per la Primera Esmena.

El cas va ser apel·lat i suspès per motius processals.